# SN 1984O
SN 1984O – supernowa typu I odkryta 22 października 1984 roku w galaktyce IC4839. W momencie odkrycia miała maksymalną jasność 15,00m.